# Samsung Galaxy S9+

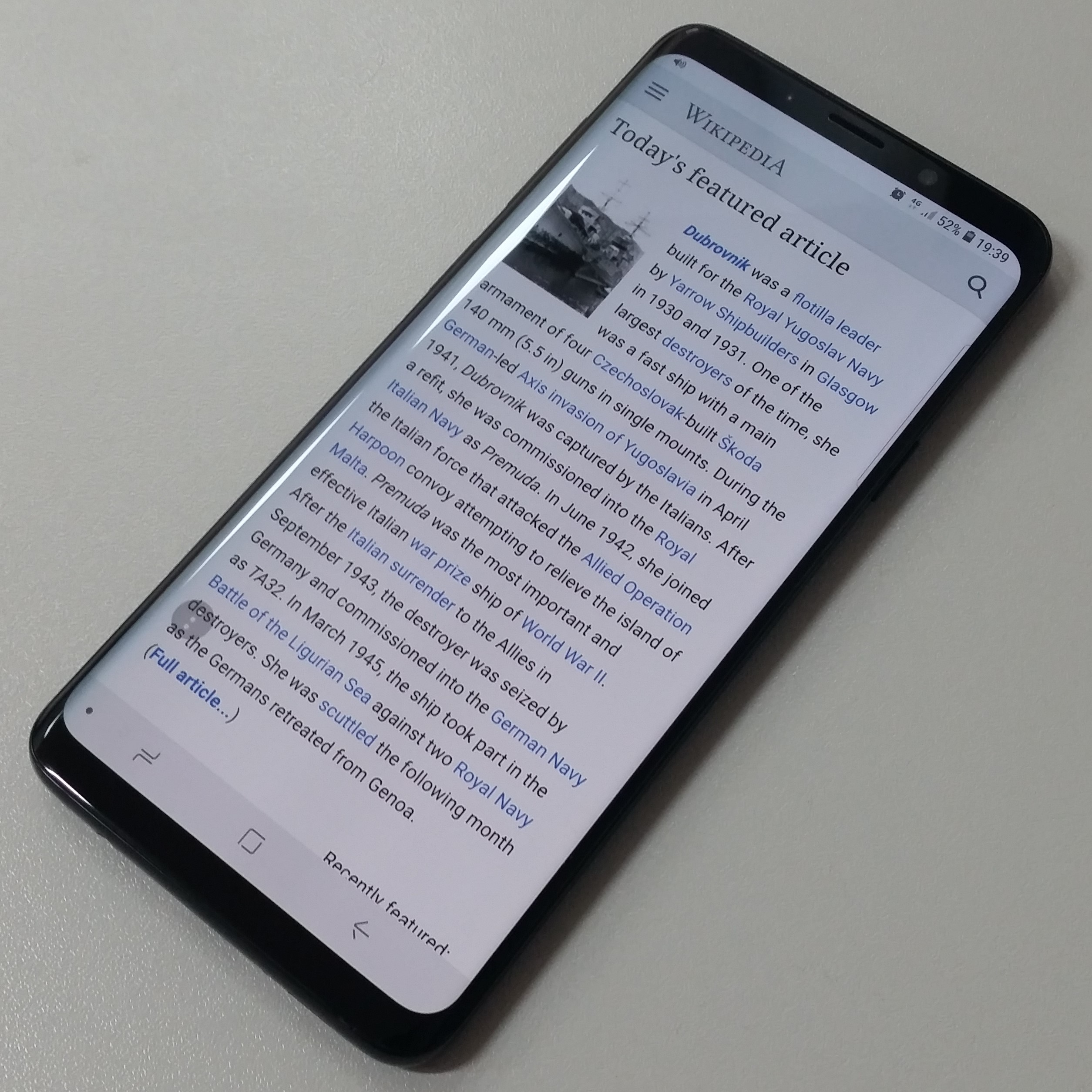
Samsung S9+

De Samsung Galaxy S9+ is een Android-smartphone gefabriceerd door Samsung Electronics. Deze telefoon is onthuld op een persconferentie op het Mobile World Congress op 26 februari 2018. Het apparaat is de opvolger van de Galaxy S8 plus, die in 2017 onthuld is. De Galaxy S9 was sinds 16 maart 2018 in 20 verschillende landen beschikbaar, waaronder België en Nederland.